# B3リーグ 2023-24
B3リーグ 2023-24は、2023年10月6日から2024年5月5日まで開催されたB3リーグの第8回目のシーズンである。福井ブローウィンズが初優勝を果たした

## 参加チーム
2023-2024シーズンのB3は18チームで行われる。
- B3プレーオフ優勝の岩手ビッグブルズと準優勝のベルテックス静岡がB2リーグに昇格[3]。
- B2・13位の香川ファイブアローズと14位のアースフレンズ東京ZがB3リーグに降格[2]。
- 福井ブローウィンズ、徳島ガンバロウズはB3クラブライセンスを取得し、新規に参入する[2]。
- 豊田合成スコーピオンズは今季唯一の企業登録チームとなったが、2023-24シーズンをもってリーグ退会[4]。

| 地区 | チーム名                               | 略称     | ホームタウン                     | ホームアリーナ                                                                       | 2023-24シーズン B2準加盟 | 2022-23所属 | ユニフォームサプライヤー | 備考                       |
| ---- | -------------------------------------- | -------- | -------------------------------- | ------------------------------------------------------------------------------------ | ------------------------ | ----------- | ------------------------ | -------------------------- |
| 関東 | さいたまブロンコス                     | 埼玉     | 埼玉県さいたま市・所沢市         | 浦和駒場体育館                                                                       | ○                        | B3          | UPSET                    |                            |
| 関東 | 東京ユナイテッドバスケットボールクラブ | 東京U    | 東京都江東区                     | 有明アリーナ                                                                         | ○                        | B3          | UNDER ARMOUR             |                            |
| 関東 | しながわシティバスケットボールクラブ   | 品川     | 東京都品川区                     |                                                                                      | -                        | B3          | LUXPERIOR                |                            |
| 関東 | アースフレンズ東京Z                    | 東京Z    | 東京都大田区                     | 大田区総合体育館                                                                     | ○                        | B2東        | MUNTER                   |                            |
| 関東 | 立川ダイス                             | 立川     | 東京都立川市                     | アリーナ立川立飛                                                                     | ○                        | B3          | SPALDING                 |                            |
| 関東 | 東京八王子ビートレインズ               | 八王子   | 東京都八王子市                   | エスフォルタアリーナ八王子                                                           | ○                        | B3          | agrina                   |                            |
| 関東 | 横浜エクセレンス                       | 横浜EX   | 神奈川県横浜市                   | 横浜武道館                                                                           | ○                        | B3          | PENALTY                  |                            |
| 関東 | 湘南ユナイテッドBC                     | 湘南     | 神奈川県藤沢市・茅ヶ崎市・寒川町 | 秋葉台文化体育館、秩父宮記念体育館、茅ヶ崎市総合体育館、シンコースポーツ寒川アリーナ | -                        | B3          | UPSET                    |                            |
| 北陸 | 金沢武士団                             | 金沢     | 石川県金沢市                     | 金沢市総合体育館                                                                     | -                        | B3          | MUNTER                   |                            |
| 北陸 | 福井ブローウィンズ                     | 福井     | 福井県福井市                     | 福井県営体育館                                                                       | ○                        |             | UNDER ARMOUR             |                            |
| 東海 | 岐阜スゥープス                         | 岐阜     | 岐阜県岐阜市                     | OKBぎふ清流アリーナ                                                                  | ○                        | B3          | IN THE PAINT             |                            |
| 東海 | 豊田合成スコーピオンズ                 | 豊田合成 | 愛知県稲沢市                     | 豊田合成記念体育館                                                                   | -                        | B3          | BALLER'S                 |                            |
| 東海 | ヴィアティン三重バスケットボール       | 三重     | 三重県四日市市、津市、桑名市     | 四日市市総合体育館、安濃中央総合公園内体育館、津市久居体育館                         | -                        | B3          | BFIVE                    |                            |
| 中国 | トライフープ岡山                       | 岡山     | 岡山県岡山市・津山市             | ジップアリーナ岡山                                                                   | ○                        | B3          | EGOZARU                  |                            |
| 中国 | 山口パッツファイブ                     | 山口     | 山口県宇部市                     | 宇部市俵田翁記念体育館                                                               | ○                        | B3          | BFIVE                    | 山口ペイトリオッツより改名 |
| 四国 | 徳島ガンバロウズ                       | 徳島     | 徳島県徳島市                     | とくぎんトモニアリーナ                                                               | ○                        |             | BFIVE                    |                            |
| 四国 | 香川ファイブアローズ                   | 香川     | 香川県高松市                     | 高松市総合体育館                                                                     | ○                        | B2西        | SPALDING                 |                            |
| 九州 | 鹿児島レブナイズ                       | 鹿児島   | 鹿児島県鹿児島市                 | 西原商会アリーナ                                                                     | ○                        | B3          | PENALTY                  |                            |

- 「準加盟」
  - ○ - 承認済
  - －- 未承認、未申請、未加盟

## レギュレーション
2023年7月7日に発表された。

### レギュラーシーズン
- 2023-24シーズン：2023年10月6日（金）～2024年4月9日（火）
- 全18クラブによるリーグ戦（4回戦または2回戦）、1クラブ52試合　全468試合
  - クラブ毎の対戦数にバラつきあり （任意の9クラブとは4試合、8クラブとは2試合の対戦）

### プレーオフ
- 2024年4月19日（金）～5月5日（日）
- 準々決勝：2024年4月19日（金）～21日（日）、準決勝：2024年4月27日（土）～29日（月）、決勝／3位決定戦：2024年5月3日（金・祝）～5日（日）
  - レギュラーシーズン上位8クラブによるトーナメント戦（3戦2勝先勝方式）、最多21試合（最少14試合）
  - レギュラーシーズン上位クラブのホーム開催とする。
  - 3位決定戦は、昇格クラブを決定する必要がある場合のみ開催する。
    - 開催しない場合は、B3リーグ レギュラーシーズン 2023-24の上位クラブを3位とする

## 結果

### レギュラーシーズン
| 順位 | チーム名                 | 勝 | 敗 | 勝率 | 得点 | 失点 | 得失点差 |
| 1    | 福井ブローウィンズ       | 46 | 4  | .920 | 4692 | 3962 | 730      |
| 2    | 香川ファイブアローズ     | 40 | 10 | .800 | 4265 | 3668 | 597      |
| 3    | 鹿児島レブナイズ         | 41 | 11 | .788 | 4557 | 3941 | 616      |
| 4    | さいたまブロンコス       | 34 | 18 | .654 | 4489 | 4297 | 192      |
| 5    | 徳島ガンバロウズ         | 31 | 21 | .596 | 4370 | 4157 | 213      |
| 6    | 横浜エクセレンス         | 30 | 22 | .577 | 4272 | 4045 | 227      |
| 7    | 東京ユナイテッドBC       | 28 | 22 | .560 | 3947 | 3729 | 218      |
| 8    | 立川ダイス               | 27 | 25 | .519 | 4527 | 4496 | 31       |
| 9    | 湘南ユナイテッドBC       | 27 | 25 | .519 | 4142 | 4119 | 23       |
| 10   | アースフレンズ東京Z      | 25 | 27 | .481 | 4235 | 4204 | 31       |
| 11   | トライフープ岡山         | 20 | 32 | .385 | 4109 | 4345 | -236     |
| 12   | 東京八王子ビートレインズ | 20 | 32 | .385 | 4356 | 4561 | -205     |
| 13   | しながわシティ           | 20 | 32 | .385 | 4041 | 4296 | -255     |
| 14   | 岐阜スゥープス           | 18 | 34 | .346 | 4228 | 4494 | -266     |
| 15   | ヴィアティン三重         | 16 | 36 | .308 | 4044 | 4406 | -362     |
| 16   | 山口パッツファイブ       | 16 | 36 | .308 | 4092 | 4610 | -518     |
| 17   | 豊田合成スコーピオンズ   | 15 | 35 | .300 | 4101 | 4529 | -428     |
| 18   | 金沢武士団               | 6  | 38 | .136 | 3229 | 3837 | -608     |

|  |  |  | プレーオフ出場 |  | プレーオフ不出場 |

- 2024年4月9日終了時点の順位[7]
- 令和6年能登半島地震の影響で開催中止は8試合あり、残りの460試合が成立した[7]
- 湘南と立川は勝率が同じかつ、直接対決も引き分けているが、立川が得失点差で湘南を上回っているので立川が上位[7]
- 岡山と八王子と品川は勝率が同じだが、3者間の対決にて勝率が高い順に岡山、八王子、品川の順[7]
- 三重と山口は勝率が同じかつ、直接対決も引き分けているが、三重が得失点差で山口を上回っているので三重が上位[7]

### 個人スタッツリーダー
| # | 得点                                     | 得点  | リバウンド                      | リバウンド | アシスト                      | アシスト | スティール                   | スティール |
| # | 選手名                                   | avg   | 選手名                          | avg        | 選手名                        | avg      | 選手名                       | avg        |
| - | ---------------------------------------- | ----- | ------------------------------- | ---------- | ----------------------------- | -------- | ---------------------------- | ---------- |
| 1 | アンドリュー・フィッツジェラルド（立川） | 25.69 | ジョシュ・マーティン（三重）    | 14.23      | キャメロン・パーカー（東京Z） | 6.21     | 伊藤良太（品川）             | 2.21       |
| 2 | トレイ・ボイド（福井）                   | 24.79 | アーネスト・ロス（豊田合成）    | 10.96      | マイケル・クレイグ（東京U）   | 5.74     | アーネスト・ロス（豊田合成） | 1.85       |
| 3 | アーネスト・ロス（豊田合成）             | 21.44 | ジェイコブ・ランプキン（東京Z） | 9.62       | 竹村蓮（豊田合成）            | 5.25     | トレイ・ボイド （福井）      | 1.72       |

| # | ブロックショット                 | ブロックショット | 3P成功率         | 3P成功率 | FT成功率         | FT成功率 |
| # | 選手名                           | avg              | 選手名           | %        | 選手名           | %        |
| - | -------------------------------- | ---------------- | ---------------- | -------- | ---------------- | -------- |
| 1 | ハイデン・コヴァル（品川）       | 3.1              | 田渡修人（福井） | 44.83    | 板橋真平（湘南） | 90.06    |
| 2 | ベンジャミン・ローソン（福井）   | 2.34             | 伊藤良太（品川） | 39.59    |                  |          |
| 3 | ディアンドレ・エイブラム（山口） | 1.27             | 細谷将司（福井） | 38.89    |                  |          |

## 個人表彰
2024年4月15日に個人表彰が発表された。
| 賞                 | 受賞者                           | 所属                                 |
| ------------------ | -------------------------------- | ------------------------------------ |
| 年間MVP            | 細谷将司                         | 福井ブローウィンズ                   |
| 年間ベストファイブ | トレイ・ボイド                   | 福井ブローウィンズ                   |
| 年間ベストファイブ | 伊藤良太                         | しながわシティバスケットボールクラブ |
| 年間ベストファイブ | アンソニー・ゲインズ・ジュニア   | 鹿児島レブナイズ                     |
| 年間ベストファイブ | アンドリュー・フィッツジェラルド | 立川ダイス                           |
| 年間ベストファイブ | イバン・ラベネル                 | 香川ファイブアローズ                 |

## 2024-25シーズンB3公式試合参加資格
2024年4月11日のB3リーグ理事会で2024-25シーズンB3リーグ公式試合参加資格を審議し、下記の通りに決まった。
- B3リーグ公式試合参加資格　合格（15クラブ） - 埼玉（B2ライセンス所有）、東京U（B2ライセンス所有）、品川、立川（B2ライセンス所有）、八王子、横浜EX（B2ライセンス所有）、湘南、福井（B2ライセンス所有）、岐阜（B2ライセンス所有）、三重、岡山（B2ライセンス所有）、山口（B2ライセンス所有）、徳島（B2ライセンス所有）、香川（B2ライセンス所有）、鹿児島（B2ライセンス所有）
- 条件付き合格（2クラブ） - 
  - 金沢（財務要件について不確定要素があり、改善が必要なため。財務基盤の強化 / 売上の拡大 /ガバナンスの強化）→2024年5月16日の理事会にて合格[12]
  - 東京Z（財務要件について不確定要素があり、改善が必要なため）→2024年9月25日の理事会で合格[13]

更に2024年5月16日のB3リーグ理事会でB2リーグに昇格の福井と鹿児島に代わって、B2リーグから降格の岩手と新潟のB3リーグの参加を承認した。

## 能登半島地震発生に伴う影響について
2024年1月1日に発生した令和6年能登半島地震に伴い、石川県七尾市を拠点とする金沢武士団でも選手・スタッフは、居住場所の倒壊や断水等の影響を受けており、試合を行う状況が難しいため、1月6日、7日に行う予定だった第13節 豊田合成スコーピオンズvs金沢武士団と同月11日、12日に行う予定だった第14節 香川ファイブアローズvs金沢武士団が中止となった。さらに1月19日、20日に行う予定だった第15節
東京ユナイテッドバスケットボールクラブvs金沢武士団と1月27日、28日に行う予定だった金沢武士団vs福井ブローウィンズも中止となった（中止になった8試合は不成立扱い）。その後、練習会場を野々市市と白山市が提供することや試合会場の確保も目処が立ったため、2月3日のアウェー岐阜スゥープス戦よりリーグ戦参加再開することとなった。

## B3オールスターゲーム
2024年4月12日に2024年1月1日に発生した令和6年能登半島地震の復興支援チャリティ活動のため、B3では初となるチャリティオールスターゲーム「B3チャリティオールスター」を2024年5月25日に豊田合成記念体育館エントリオで開催することを発表した。対戦カードは「B3 TEAM EAST」vs 「B3 TEAM WEST」。チーム編成は、
- B3 TEAM EAST：埼玉、東京U、品川、東京Z、立川、品川、八王子、横浜EX、湘南、金沢
- B3 TEAM WEST：福井、岐阜、三重、岡山、山口、徳島、香川、豊田合成
  - 選手は各クラブから1名。金沢と豊田合成は2名がクラブ推薦で選出される。

### 出場選手
2024年4月22日にTEAM EAST、4月23日にTEAM WESTの選手、コーチが発表された。
| EAST         |
| B3 TEAM EAST |

| WEST         |
| B3 TEAM WEST |

#### 結果
| B3チャリティオールスター2023-24                                                                               | B3チャリティオールスター2023-24                                      | B3チャリティオールスター2023-24 | B3チャリティオールスター2023-24                                      | B3チャリティオールスター2023-24                                                   | B3チャリティオールスター2023-24 | 2024年5月25日(土) 15:00                                    | 2024年5月25日(土) 15:00 |
| | B3 TEAM EAST                                                         | B3 TEAM EAST                    | 90 – 89                                                              | B3 TEAM WEST                                                                      | B3 TEAM WEST                    | レフェリー: 守谷圭介／岩城和利／山本雄大 試合概要 レポート |                         |
| チームリーダー                                                                                                | チームスタッツ                                                       | クォーター・スコア              | チームスタッツ                                                       | チームリーダー                                                                    |                                 | レフェリー: 守谷圭介／岩城和利／山本雄大 試合概要 レポート |                         |
| 得点15:飴谷由毅 アシスト4:五十嵐貴志、伊藤良太、大金広弥 リバウンド7:金久保翔 スティール2：伊藤良太、大金広弥 | FG% : 60.5% 3P% : 27.1% リバウンド : 45 アシスト : 22 TO : 11 PF : 7 | 24-21 19-24 31-23 16-21         | 74.2% : FG% 26.4% : 3P% 50 : リバウンド 18 : アシスト 11 : TO 7 : PF | 得点18:細谷将司 アシスト3:土居光、竹村蓮 リバウンド9:土居光 スティール3：宮﨑恭行 |                                 | レフェリー: 守谷圭介／岩城和利／山本雄大 試合概要 レポート |                         |
| | FG% : 60.5% 3P% : 27.1% リバウンド : 45 アシスト : 22 TO : 11 PF : 7 |                                 | 74.2% : FG% 26.4% : 3P% 50 : リバウンド 18 : アシスト 11 : TO 7 : PF |                                                                                   |                                 | レフェリー: 守谷圭介／岩城和利／山本雄大 試合概要 レポート |                         |
| 豊田合成記念体育館エントリオ / 入場者数: 1,363人 / TV:B3 TV                                                   |                                                                      |                                 |                                                                      |                                                                                   |                                 |                                                            |                         |